# Flindersia bennettii
Flindersia bennettii är en vinruteväxtart som beskrevs av Ferdinand von Mueller och Charles Moore. Flindersia bennettii ingår i släktet Flindersia och familjen vinruteväxter. Inga underarter finns listade i Catalogue of Life.